# Sionisti Generali
I Sionisti Generali (in ebraico: ציונים כלליים, Tzionim Klalim) sono stati un movimento liberale all'interno del Movimento sionista. Dopo la morte di Theodor Herzl, il movimento sionista si divise. Il termine Sionisti Generali era usato per indicare i membri del Congresso ebraico mondiale che, all'inizio della divisione tra socialisti e revisionisti (quest'ultimo sotto la guida di Vladimir Žabotinskij), non erano membri di una particolare fazione e volevano superare le lotte del partito. Questo gruppo politicamente moderato fu significativamente influenzato da Chaim Weizmann. È un predecessore dell'attuale Likud.
Nel 1931, durante un congresso a Cracovia, furono fondati i partiti sionisti generali, a cui i "sionisti radicali" in Polonia si unirono sotto la guida di Yizchak Grünbaum. Questo movimento fu molto popolare tra gli ebrei in Polonia e in altri paesi europei. Inizialmente sostennero l'idea del sionismo, ma anche posizioni medie europee come la proprietà privata e un'economia di libero mercato. All'inizio degli anni '30, all'interno dei Sionisti Generali vi fu una divisione in un gruppo che sosteneva la politica di Chaim Weizmann nei confronti del Regno Unito  e del mandato britannico e nel sindacato di Histadrut, e un secondo gruppo che si opponeva alla politica di Weizman.
Dopo l'indipendenza israeliana nel 1948, i Sionisti Generali si spostarono politicamente a destra in risposta all'egemonia politica generale del Partito Laburista al potere e dei Sionisti Socialisti.

## Knesset
I Sionisti Generali ebbero sette seggi nell'appena nata assemblea della Knesset il 14 febbraio 1949. Il Partito Laburista ricevette 46 seggi, il Mapam 19, il Fronte Religioso Unito 15, l'Herut 14 e il Partito Progressista 5 seggi. Nel gennaio 1952, i Sionisti Generali votarono contro l'inizio dei negoziati di riparazione con la Repubblica Federale di Germania, insieme alle fazioni di sinistra e di destra della Knesset.
I Sionisti Generali furono rappresentati nel parlamento israeliano per i primi 13 anni, una volta il secondo partito più grande. Nel 1961, si fuse con il Partito Progressista per formare il Partito Liberale e quindi si fuse nell'alleanza elettorale di Gachal con il conservatore Cherut, che alla fine divenne il Likud.